# بالاش (ياش)
بالاش هي قرية تقع في إقليم ياش في رومانيا.